# The One (洛杉磯)
The One（或譯唯一莊園）是位於美國加州洛杉磯貝萊爾的私人住宅，為1棟主屋及3棟現代主義風格的別屋組成的建築群，由尼爾·尼亞米投資建設。房屋占地105,000平方英尺（9,800平方），土地總面積為3.8英畝（1.5公頃）。
The One於2014年動工興建，工程中間經過延宕，最終於2021年竣工。尼亞米最初欲以5億美元的價格出售，惟在其公司面臨破產危機後，莊園最終以1.26億美元賣出，創下美國房屋價格拍賣的最高紀錄。

## 設計和建造
美國好萊塢前電影製作人尼爾·尼亞米於2021年以2,800萬美元購入位於貝萊爾山頂的3.8英畝（1.5公頃）土地。該處可以360°遠挑太平洋、洛杉磯市中心和聖蓋博山。尼亞米在拆除原有的房屋（占地約10,000平方英尺（930平方））後，於2014年開始動工興建The One。施工人員使用約5,000輛卡車運送開挖出的49,000立方碼（37,000立方）土石，過程耗時2年。反對興建The One的貝萊爾居民聯合成立屋主聯盟，由售票公司票務大師前執行長佛雷德·羅森主導，其認為The One的占地面積過於龐大，還設有迪斯可舞廳，已應視作商業開發項目，但開發商對可能造成的噪音和交通問題卻未提出任何配套措施。2016年12月，洛杉磯市議會通過重新制定的市政法規，對單戶住宅和山坡地新建房屋的面積做出更加嚴格的限制。尼亞米原預計於2018年完成The One的工程，惟施工中途出現延宕，後推遲至2021年竣工。
建築由尼爾·尼亞米、建築師保羅·麥克林（Paul McClean）和室內設計師凱瑟琳·羅通蒂（Kathryn Rotondi）設計及內部裝修。尼亞米宣稱不存在任何一棟房屋能與之媲美，而將其命名為「The One」，並表示希望以5億美元的價格掛牌出售。The One採用現代主義的建築風格，房屋總面積為105,000平方英尺（9,800平方）（包括1棟74,000平方英尺（6,900平方）的主屋和3棟較小的別屋），建築內部設有21間臥室和42間浴室，其中主臥室面積達5,500平方英尺（510平方），以及10,000平方英尺（930平方）的空中露臺、果嶺、可停放30輛汽車的車庫（配有2個汽車展示轉盤）、四道保齡球館、家庭電影院、夜總會、美容院、可容納約200人的慈善晚宴廳「慈善之翼」（philanthropy wing）、「摩納哥式」賭場、400英尺（120）長的室外慢跑道、5座游泳池（包括環繞建築三個側面的無邊際池）。《財星》雜誌預估，The One需要50個HVAC系統，夏季每月耗費5萬美元的電費用以降溫。同時，建築室內擺設德國當代藝術家尼可拉斯·卡斯泰羅、美國雕塑家麥克·菲爾茲、英國藝術家史蒂芬·威爾遜（Stephen Wilson）和義大利玻璃雕塑家西蒙娜·塞尼迪斯（Simone Cenedese）的訂製藝術品。
Apple TV+電視連續劇《錢錢錢錢》於2021年在The One取景拍攝。

## 財務問題和銷售
開發商尼亞米承認，The One由於資金短缺而時常停工。2018年，尼亞米取得加州富豪唐·漢基的投資基金漢基金融集團（Hankey Capital）8,250萬美元的貸款；直至2021年3月雙方借貸金額已增加至1.1億多美元，漢基向尼亞米發出違約通知，要求後者於90日內償還債務。同月，尼亞米的有限責任公司Crestlloyd因The One項目積欠超過1.65億美元的債務，根據該國《破產法》第十一章進入破產保護程序，以防止喪失The One的贖回權，但同年7月因仍拖欠貸款，洛杉磯郡高等法院下令接管The One並納入破產保護程序以償還債務。尼亞米曾嘗試創建加密貨幣「The One Coin」，並以The One為抵押籌措資金償還債務，但最終並未成功。
2022年1月，拍賣公司Concierge Auctions以2.95億美元的底價掛牌出售The One，但由於未收到款項，後者於同年3月進入破產拍賣，並最終以1.26億美元的價格由快時尚公司Fashion Nova執行長查德·薩吉安拍下，加上12％的拍賣佣金，總售價為1.41億美元。此次競拍創下美國最高的房產拍賣價格，超過2021年以6,310萬美元出售的比佛利山赫茲莊園。The One在拍賣時除尚取得房屋使用證外，還需再約2,000美元的建築費用及數月的工期才可完工。
尼亞米對拍賣提出異議，並希望在破產法庭批准出售前自投資人籌措到2.5億美元的資金作為出價，部分債權人則因拍賣價格低於預期而反對出售。惟破產法庭法官最終仍批准將The One出售予查德·薩吉安，投資公司（包括尼亞米的前合夥人等）在內的債權人則對拍賣收益提起訴訟。